# Landeszeitung für die Lüneburger Heide

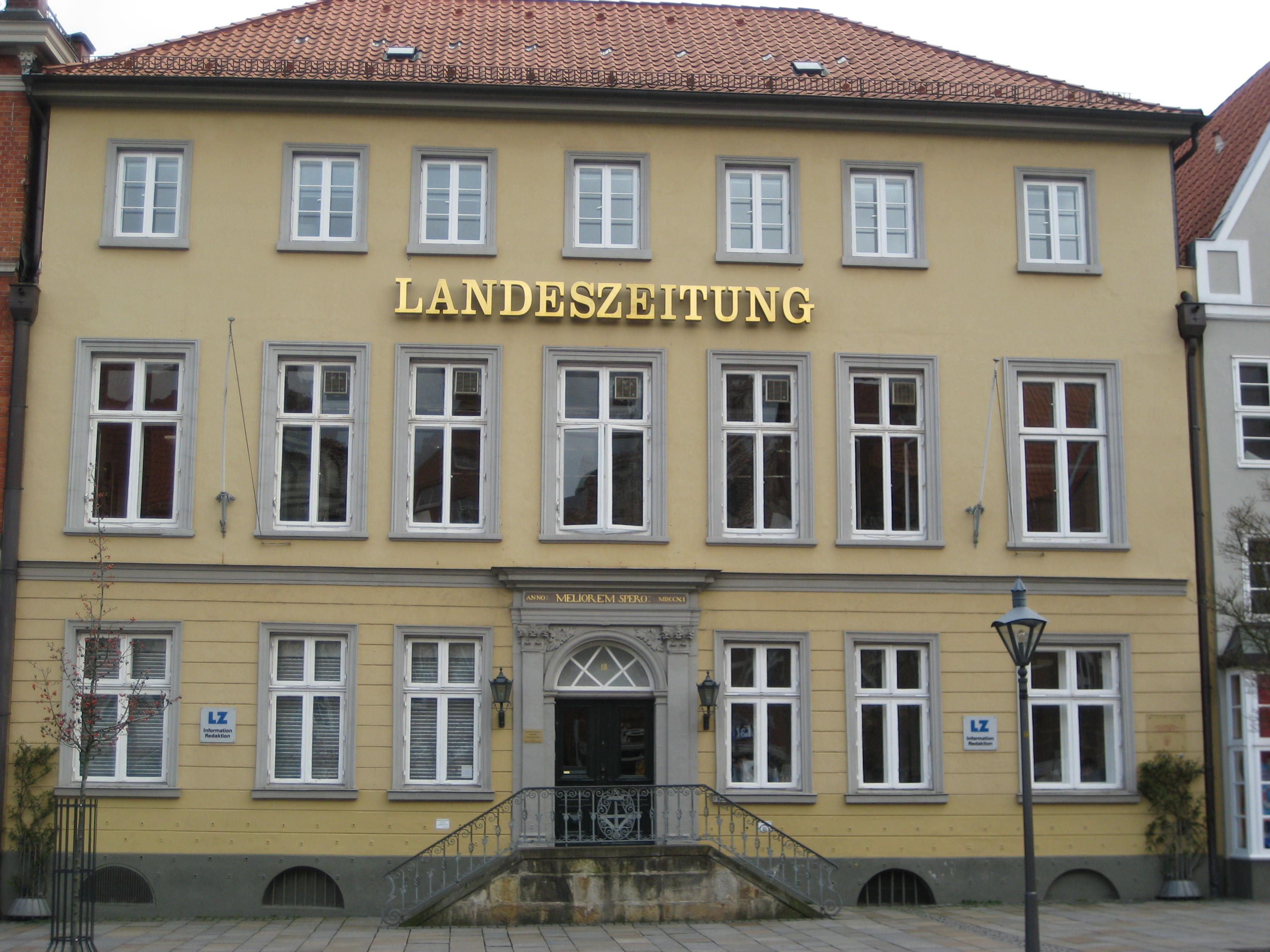
Verlagsgebäude der Landeszeitung in Lüneburg

Die Landeszeitung für die Lüneburger Heide, kurz LZ, erschien erstmals am 15. Januar 1946. Es war die dritte Lizenz für eine Tageszeitung in der britischen Besatzungszone. Die LZ ist eine typische Lokalzeitung mit Sitz in Lüneburg. Das Verbreitungsgebiet umfasst den Landkreis Lüneburg, die Elbmarsch (Tespe), Teile des Landkreises Uelzen (Bienenbüttel, Bad Bevensen) sowie des Landkreises Harburg (Salzhausen).
Die LZ hat eine verkaufte Auflage von 20.068 Exemplaren,
Die LZ ist ein eigenständiger Verlag mit drei Verlegerfamilien (Wiesemann, Bergmann und von Stern). Die Zeitung ist Kooperationspartner im RedaktionsNetzwerk Deutschland (RND). Der Verlag Medienhaus Lüneburg GmbH druckt die Landeszeitung in der ältesten noch in Familienbesitz befindlichen Druckerei der Welt, der seit 1614 bestehenden von Stern’schen Druckerei.
Die LZ erscheint in der Woche in der Regel mit einem Umfang von 28 oder 32 Seiten, am Wochenende mit einem 12-seitigen Magazin, besonders oft zitiert werden das Interview der Woche und die täglichen Kommentare in Presseschauen. 2017 wurden die LZ-Redakteurinnen Anna Sprockhoff und Katja Grundmann unter anderem mit dem Deutschen Lokaljournalistenpreis der Konrad-Adenauer-Stiftung ausgezeichnet, und zwar für das Multi-Media-Projekt „Aufgewachsen als Flüchtlingskind“, das weitere Preise gewann.
Die LZ ist seit 2000 online, das E-Paper ist eine Rich-Media-App, mit steigenden Abo-Zahlen. Im Internet betreibt die LZ die Websites landeszeitung.de, früher auch lzplay.de für Videos.
Von den fünf Männern (Walter Bergmann, Harald Bumann, Heinz Diestelmann, Ernst Riggert und Ernst Wiesemann), die im Januar 1946 im Lüneburger Rathaus die LZ-Lizenz erhielten, sind bis heute zwei Nachfahren Verleger der LZ: Wolf Christian Bergmann und Jens Wiesemann.
Die Chefredakteure der Landeszeitung
- Christoph Ernst Riggert (1946–1949)
- Hermann Ina (1950–1963)
- Helmut C. Pless (1963–1983)
- Klaus Steiner (1984–1985)
- Horst Witte (1985–1988)
- Werner J. Rausch (1989–1991)
- Christoph Steiner (1992–2017)
- Marc Rath (2018–2022)[7]
- Malte Lühr, Katja Hansen und Anna Paarmann (2022–2024)[8]
- Werner Kolbe (seit 2024)[9]